# Unione dei comuni di Montedoro
L'Unione dei comuni di Montedoro comprende 9 comuni ubicati in Provincia di Taranto e conta 61 703 abitanti. La sede è presso la sede comunale di Faggiano.
Ne fanno parte:
- Sava (15.260 ab.)
- San Giorgio Jonico (14.241 ab.)
- San Marzano di San Giuseppe (8.933 ab.)
- Carosino (6.670 ab.)
- Monteiasi (5.416 ab.)
- Montemesola (3.627 ab.)
- Faggiano (3.443 ab.)
- Monteparano (2.318 ab.)
- Roccaforzata (1.795 ab.)

Per run totale 61 703 abitanti.

## Storia
L'Unione dei comuni Montedoro è stata costituita nel settembre 2002 dai comuni di Carosino, Faggiano, Monteiasi, Montemesola, Monteparano e Roccaforzata con "l'obiettivo precipuo di promuovere e concorrere allo sviluppo socioeconomico del territorio di riferimento e di favorire la qualità della vita della propria popolazione" (art. 3 dello Statuto).
Il Comune di San Giorgio Jonico ha aderito nel dicembre 2007, mentre nel gennaio 2008 i comuni di San Marzano di San Giuseppe e Sava hanno firmato un protocollo d'intesa con l'Unione Montedoro. Tale protocollo prevede l'implementazione di azioni comuni per lo sviluppo del territorio e la realizzazione di una comune piattaforma progettuale di sviluppo, sul presupposto della contiguità geografica di queste realtà territoriali e dell'identità storica, culturale ed economica che le accomuna.
In seguito anche il San Marzano di San Giuseppe ha aderito all'Unione di comuni, portando l'Unione di Montedoro alla formazione attuale.
Nella seduta del 03/04/2014 si prende atto dell'ingresso del Comune di Sava (Italia) nell'unione dei comuni.
Al 2020 l'attuale presidente è Vito Antonio Punzi, sindaco del Comune di Montemesola.